# Labrobius bolivari
Labrobius bolivari är en mångfotingart som beskrevs av Chamberlin 1943. Labrobius bolivari ingår i släktet Labrobius och familjen stenkrypare. Inga underarter finns listade i Catalogue of Life.